# Marie Anna xứ Sachsen-Altenburg
Marie Anna xứ Sachsen-Altenburg (14 tháng 3 năm 1864 – 3 tháng 5 năm 1918) là vợ của Georg I xứ Schaumburg-Lippe.

## Thân thế
Marie Anna là con gái đầu lòng của Moritz xứ Sachsen-Altenburg và Augusta xứ Sachsen-Meiningen.